# Bavuudorjiin Baasankhüü
Bavuudorjiin Baasankhüü (en mongol : Бавуудоржийн Баасанхүү), née le 26 novembre 1999 à Mörön, est une judoka mongole.

## Biographie
Son premier grand succès international est la finale du Grand Chelem à Paris en 2022 où elle est seulement battue par la Japonaise Natsumi Tsunoda. Elle n'atteint que le stade des huitièmes de finale aux Championnats du monde 2022 et ceux de 2023. Aux Jeux asiatiques de septembre 2023, Baasankhüü a terminé septième[réf. souhaitée].
À 24 ans, la Mongole devient en 2024 championne d’Asie en battant la Sud-Coréenne Lee Hye-kyeong et victorieuse du Grand Chelem de Dushanbe ; lors des Championnats du monde en mai 2024, elle accède à la finale qu'elle maîtrise face à l’Italienne Assunta Scutto avec un waza-ari par immobilisation à la suite d'une attaque ratée de l'Italienne en toute fin de combat.
Elle remporte la médaille d'argent du tournoi de judo des moins de 48 kg des Jeux olympiques d'été de 2024 à Paris.

## Palmarès

### Compétitions internationales
| Année | Compétition           | Lieu      | Résultat | Catégorie      |
| ----- | --------------------- | --------- | -------- | -------------- |
| 2024  | Championnats d'Asie   | Hong Kong | 1re      | Moins de 48 kg |
| 2024  | Championnats du monde | Abou Dabi | 1re      | Moins de 48 kg |
| 2024  | Jeux olympiques       | Paris     | 2e       | Moins de 48 kg |